# Râul Rățoaia
Râul Rățoaia este un curs de apă, afluent al râului Mălina. 